# Conflicto minero de Ayacucho de 2021
El conflicto minero de Ayacucho de 2021 inició el 28 de octubre cuando grupos opositores a la explotación minera iniciaron un paro indefinido. El conflicto se agudizó cuando un grupo de 500 manifestantes tomó los campamentos Apumayo, Inmaculada, Breapampa y Pallancata. El 31 de octubre, la premier Mirtha Vásquez anunció el fin del paro y la instalación de una mesa de diálogo.

## Antecedentes
Los pobladores de las provincias ayacuchanas de Lucanas, Parinacochas y Páucar del Sara Sara iniciaron sus demandas contra el uso de las cabeceras de cuenca por parte de las compañías mineras en 2019. Durante el gobierno de Francisco Sagasti se había iniciado conversaciones entre las minerías y los pobladores, se llegó a instalar una mesa de diálogo. No obstante, el gobierno de Pedro Castillo (instalado en julio de 2021) suspendió el diálogo iniciado por su predecesor.

## Inicio
Los manifestantes denunciaron la contaminación ambiental producida por los campamentos mineros Apumayo, Inmaculada, Breapampa y Pallancata. El 28 de octubre de 2021 bloquearon las entradas a los campamentos reclamando el cese de las actividades. Las empresas mineras solicitaron iniciar un diálogo con los dirigentes de la protesta.

## Enfrentamientos
Los enfrentamientos escalaron el 30 de octubre de 2021, a las 11:00 a. m., cuando un grupo de 500 manifestantes ingresaron al campamento minero de Apumayo e incendiaron los campamentos de los trabajadores, además de realizar destrozos y hurto. La Policía Nacional del Perú intento retirarlos, pero se vieron superados en número y tuvieron que replegarse. El enfrentamiento dejó diez personas heridas. Los heridos fueron trasladados al hospital de Apoyo en el distrito de Coracora. El 31 de octubre, a las 2:00 p. m., 100 miembros del Frente de Defensa de Chumpi irrumpieron en el campamento minero Breapampa provocando un incendio en su taller mecánico.
Ese mismo día, la premier Mirtha Vásquez anunció el fin del paro de las protestas mineras, la instalación de una mesa de diálogo y el inicio de una investigación por los disturbios producidos en los días anteriores. El 11 de noviembre se reunirían en la ciudad de Coracora.

## Consecuencias
La empresa Apumayo notificó que el destrozo en los campamentos mineros y las plantas de procesamientos en estos lugares puede ocasionar un derrame de solución cianurada y aguas ácidas a los cuerpos acuáticos naturales alrededor de los campamentos. Asimismo, invocó a la población que no caiga en «provocaciones o medias verdades por parte de terceros» que solo buscan «protagonismo político» mediante el vandalismo.
South America Mining Investments, dueña de Breapmapa, manifestó que el alcalde de Chumpi presuntamente intentó extorsionar a la empresa afirmando que «correrá sangre» si no cedían a sus reclamos. South America solicitó ayuda al gobierno peruano.